# Фризенхајм (Баден)
Фризенхајм (њем. Friesenheim) општина је у њемачкој савезној држави Баден-Виртемберг. Једно је од 51 општинског средишта округа Ортенау. Према процјени из 2010. у општини је живјело 12.779 становника. Посједује регионалну шифру (AGS) 8317031.

## Географски и демографски подаци
Фризенхајм се налази у савезној држави Баден-Виртемберг у округу Ортенау. Општина се налази на надморској висини од 159 метара. Површина општине износи 46,6 km². У самом мјесту је, према процјени из 2010. године, живјело 12.779 становника. Просјечна густина становништва износи 274 становника/km².